# Federico Enrico di Brandeburgo-Schwedt
Federico Enrico di Brandeburgo-Schwedt (Schwedt, 21 agosto 1709 – Schwedt, 12 dicembre 1788) fu l'ultimo margravio di Brandeburgo-Schwedt.

## Biografia
Federico Enrico era l'ultimogenito di Filippo Guglielmo di Brandeburgo-Schwedt e della moglie Giovanna Carlotta di Anhalt-Dessau. Alla morte del padre, avvenuta nel 1711, fu posto sotto la tutela della madre e dello zio Federico I di Prussia.
Nel 1771, alla morte del fratello Federico Guglielmo, ereditò il titolo di margravio di Brandeburgo-Schwedt.
Alla sua morte, avvenuta nel 1788, non lasciò eredi; pertanto i territori di Brandeburgo-Schwedt passarono alla Prussia. Lui fu l'ultimo margravio della linea di Brandeburgo-Schwedt. La linea cadetta degli Hohenzollern, di cui era capostipite il padre, si estinse con la morte della figlia.

## Matrimonio ed eredi
Federico Enrico sposò la cugina Leopoldina Maria di Anhalt-Dessau, dalla quale ebbe due figlie:
- Federica Carlotta (1748-1808), badessa dell'Abbazia di Herford;
- Luisa Enrichetta Guglielmina (1750-1811), sposò Leopoldo III di Anhalt-Dessau.

## Ascendenza
|                                                              |                                        |                                                         | Genitori                                      |  |  | Nonni |  |  | Bisnonni                            |  |  | Trisnonni                              |  |
|                                                              |                                        |                                                         |                                               |  |  |       |  |  | 8. Giorgio Guglielmo di Brandeburgo |  |  | 16. Giovanni Sigismondo di Brandeburgo |  |
|                                                              |                                        |                                                         |                                               |  |  |       |  |  | 8. Giorgio Guglielmo di Brandeburgo |  |  | 16. Giovanni Sigismondo di Brandeburgo |  |
|                                                              |                                        | 17. Anna di Prussia                                     |                                               |  |  |       |  |  | 8. Giorgio Guglielmo di Brandeburgo |  |  |                                        |  |
| 4. Federico Guglielmo I di Brandeburgo                       |                                        |                                                         |                                               |  |  |       |  |  | 8. Giorgio Guglielmo di Brandeburgo |  |  |                                        |  |
|                                                              |                                        | 9. Elisabetta Carlotta del Palatinato-Simmern           | 18. Federico IV del Palatinato                |  |  |       |  |  |                                     |  |  |                                        |  |
|                                                              |                                        | 9. Elisabetta Carlotta del Palatinato-Simmern           | 18. Federico IV del Palatinato                |  |  |       |  |  |                                     |  |  |                                        |  |
|                                                              |                                        | 9. Elisabetta Carlotta del Palatinato-Simmern           | 19. Luisa Giuliana di Nassau                  |  |  |       |  |  |                                     |  |  |                                        |  |
| 2. Filippo Guglielmo di Brandeburgo-Schwedt                  |                                        | 9. Elisabetta Carlotta del Palatinato-Simmern           |                                               |  |  |       |  |  |                                     |  |  |                                        |  |
|                                                              |                                        | 10. Filippo di Schleswig-Holstein-Sonderburg-Glücksburg | 20. Giovanni di Schleswig-Holstein-Sonderburg |  |  |       |  |  |                                     |  |  |                                        |  |
|                                                              |                                        | 10. Filippo di Schleswig-Holstein-Sonderburg-Glücksburg | 20. Giovanni di Schleswig-Holstein-Sonderburg |  |  |       |  |  |                                     |  |  |                                        |  |
|                                                              |                                        | 10. Filippo di Schleswig-Holstein-Sonderburg-Glücksburg | 21. Elisabetta di Brunswick-Grubenhagen       |  |  |       |  |  |                                     |  |  |                                        |  |
| 5. Sofia Dorotea di Schleswig-Holstein-Sonderburg-Glücksburg |                                        | 10. Filippo di Schleswig-Holstein-Sonderburg-Glücksburg |                                               |  |  |       |  |  |                                     |  |  |                                        |  |
|                                                              |                                        | 11. Sofia Edvige di Sassonia-Lauenburg                  | 22. Francesco II di Sassonia-Lauenburg        |  |  |       |  |  |                                     |  |  |                                        |  |
|                                                              |                                        | 11. Sofia Edvige di Sassonia-Lauenburg                  | 22. Francesco II di Sassonia-Lauenburg        |  |  |       |  |  |                                     |  |  |                                        |  |
|                                                              |                                        | 11. Sofia Edvige di Sassonia-Lauenburg                  | 23. Maria di Brunswick-Lüneburg               |  |  |       |  |  |                                     |  |  |                                        |  |
| 1. Federico Enrico di Brandeburgo-Schwedt                    |                                        | 11. Sofia Edvige di Sassonia-Lauenburg                  |                                               |  |  |       |  |  |                                     |  |  |                                        |  |
|                                                              | 12. Giovanni Casimiro di Anhalt-Dessau | 24. Giovanni Giorgio I di Anhalt-Dessau                 |                                               |  |  |       |  |  |                                     |  |  |                                        |  |
|                                                              | 12. Giovanni Casimiro di Anhalt-Dessau | 24. Giovanni Giorgio I di Anhalt-Dessau                 |                                               |  |  |       |  |  |                                     |  |  |                                        |  |
|                                                              | 12. Giovanni Casimiro di Anhalt-Dessau | 25. Dorotea del Palatinato-Simmern                      |                                               |  |  |       |  |  |                                     |  |  |                                        |  |
| 6. Giovanni Giorgio II di Anhalt-Dessau                      | 12. Giovanni Casimiro di Anhalt-Dessau |                                                         |                                               |  |  |       |  |  |                                     |  |  |                                        |  |
|                                                              |                                        | 13. Agnese d'Assia-Kassel                               | 26. Maurizio d'Assia-Kassel                   |  |  |       |  |  |                                     |  |  |                                        |  |
|                                                              |                                        | 13. Agnese d'Assia-Kassel                               | 26. Maurizio d'Assia-Kassel                   |  |  |       |  |  |                                     |  |  |                                        |  |
|                                                              |                                        | 13. Agnese d'Assia-Kassel                               | 27. Giuliana di Nassau-Dillenburg             |  |  |       |  |  |                                     |  |  |                                        |  |
| 3. Giovanna Carlotta di Anhalt-Dessau                        |                                        | 13. Agnese d'Assia-Kassel                               |                                               |  |  |       |  |  |                                     |  |  |                                        |  |
|                                                              |                                        | 14. Federico Enrico d'Orange                            | 28. Guglielmo I d'Orange                      |  |  |       |  |  |                                     |  |  |                                        |  |
|                                                              |                                        | 14. Federico Enrico d'Orange                            | 28. Guglielmo I d'Orange                      |  |  |       |  |  |                                     |  |  |                                        |  |
|                                                              |                                        | 14. Federico Enrico d'Orange                            | 29. Luisa de Coligny                          |  |  |       |  |  |                                     |  |  |                                        |  |
| 7. Enrichetta Caterina d'Orange                              |                                        | 14. Federico Enrico d'Orange                            |                                               |  |  |       |  |  |                                     |  |  |                                        |  |
|                                                              |                                        | 15. Amalia di Solms-Braunfels                           | 30. Giovanni Alberto I di Solms-Braunfels     |  |  |       |  |  |                                     |  |  |                                        |  |
|                                                              |                                        | 15. Amalia di Solms-Braunfels                           | 30. Giovanni Alberto I di Solms-Braunfels     |  |  |       |  |  |                                     |  |  |                                        |  |
|                                                              |                                        | 15. Amalia di Solms-Braunfels                           | 31. Agnese di Sayn-Wittgenstein               |  |  |       |  |  |                                     |  |  |                                        |  |
|                                                              |                                        | 15. Amalia di Solms-Braunfels                           |                                               |  |  |       |  |  |                                     |  |  |                                        |  |